# Союз 13
Союз 13 е съветски пилотиран космически кораб от тип Союз 7К-Т.

## Екипаж

### Дублиращ
- Пьотър Климук (1) – командир
- Валентин Лебедев (1) – бординженер

### Резервен
- Лев Воробьов – командир
- Валерий Яздовски – бординженер

### Основен
- Владимир Ковальонок – командир
- Юрий Пономарьов – бординженер

## Параметри на мисията
- Маса: 6560 kg
- Перигей: 188 km
- Апогей: 247 km
- Наклон на орбитата: 51,6°
- Период: 88,8 мин

## Програма
Основната цел на полета са астрофизически изследвания, спектрографиране в ултравиолетовия диапазон на участъци от звездното небе и многозонално заснимане на Земята.
На борда на „Союз 13“ е монтирана космическата обсерватория „Орион-2“. С помощта на нейния телескоп са получени около 10 000 спектрограми на хиляди звезди, планетарни мъглявини и много нови звезди. За обработката на информацията от полета са необходими около 10 години. Каталогът с данните е издаден едва през 1984 г.